# Trésor de la rue Mouffetard
Le Trésor de la rue Mouffetard est le nom donné à la découverte fortuite en 1938 d'un important lot de 3 210 monnaies d'or du règne de Louis XV au no 53 de la rue Mouffetard à Paris. La plus grande partie du trésor a été mise en vente. Il s'agit du trésor le plus important découvert à Paris à ce jour.

## Historique de la découverte et partage

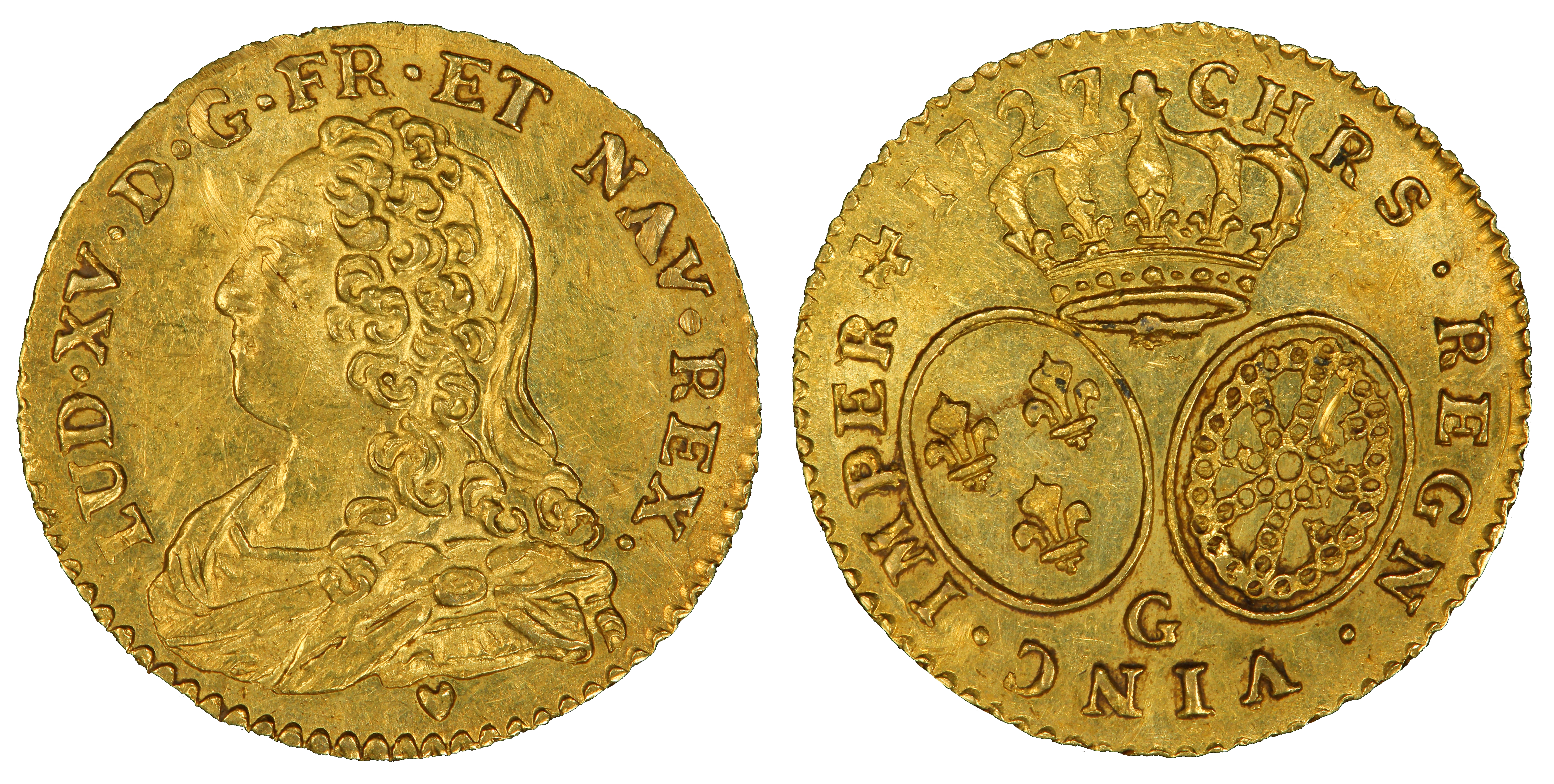
Louis XV, type aux lunettes daté 1727.

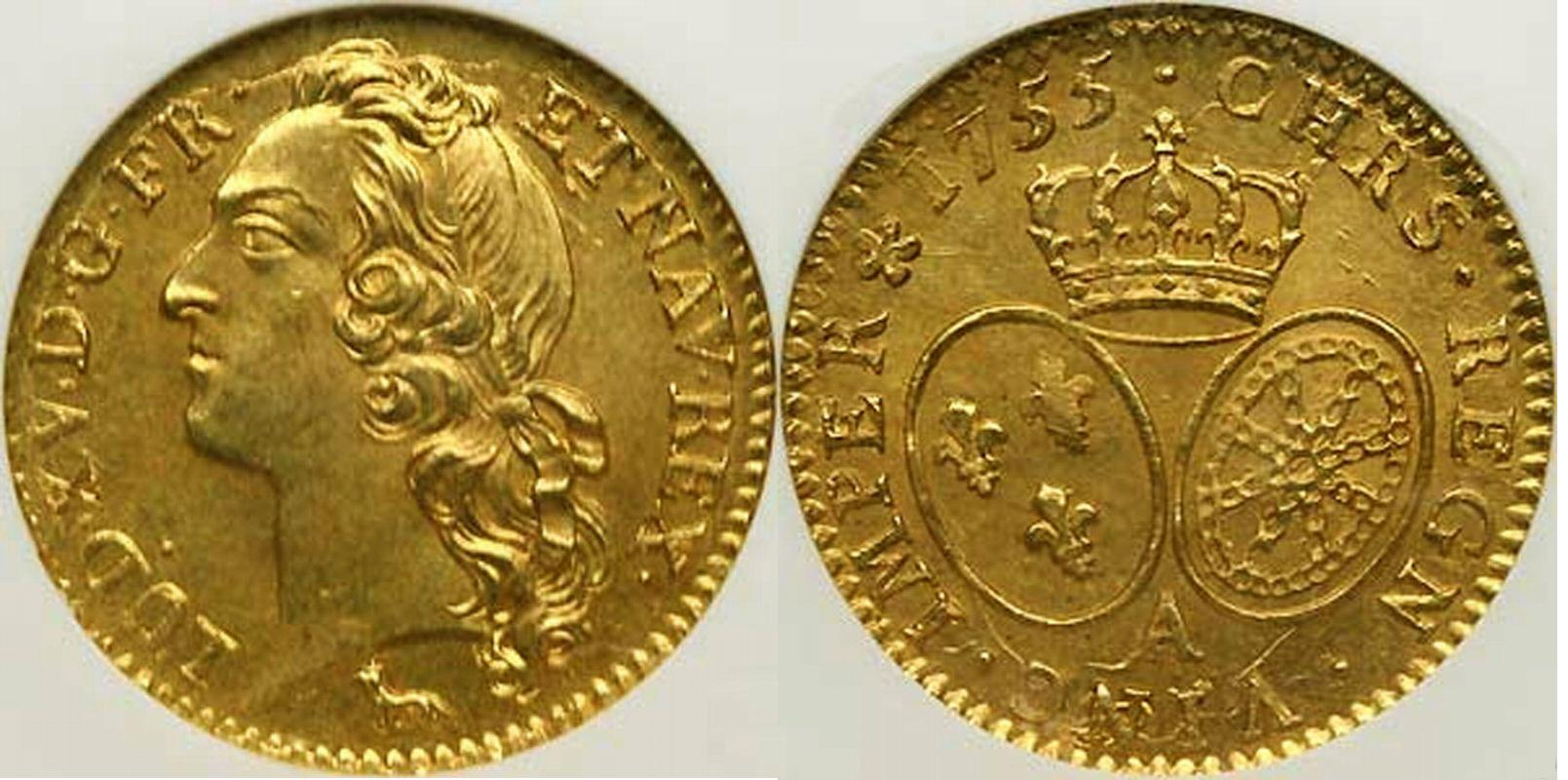
Louis XV, type au bandeau, daté 1755.

Le 24 mai 1938, des terrassiers italiens travaillent à la démolition d'un immeuble aux no 51 et 53 de la rue Mouffetard dans le 5e arrondissement de Paris. Ils mettent au jour une cachette aménagée dans un mur, contenant de nombreux rouleaux de monnaies enveloppés dans des morceaux de toiles et accompagnés d'un testament rédigé par Louis Nivelle, « Écuyer, Conseiller, Secrétaire du Roi, Audiencier en la Chancellerie du Palais » et destinant le magot à sa fille Anne-Louise-Claude Nivelle. Malheureusement, il décède subitement d'une crise cardiaque avant de l'avoir prévenue. Alors que dans un premier temps un ouvrier qui avait ramené chez lui quelques piécettes qu'il croyait en cuivre et sans valeur, les avait données à son fils pour jouer aux billes, un passant se rend compte de leur valeur et en informe l'ouvrier.
La découverte du trésor ayant été par la suite légalement déclarée (et le butin une première fois estimé à 1,6 million de francs), les dispositions relatives aux découvertes fortuites de trésors s'appliquent et un jugement du 2 juin 1949 en fait la répartition en trois parts entre les découvreurs, la ville de Paris, propriétaire actuel de l'immeuble et les héritiers attestés d'Anne Nivelle, soit 82 personnes retrouvées. Une partie du trésor, celle enveloppée dans les testaments est considérée comme héritage (2812 pièces) et revient aux héritiers, les autres monnaies en vrac sont considérées comme trouvaille (539 monnaies) et sont partagées par moitié entre la ville de Paris et les découvreurs (9 personnes). Les premières ventes des parts revenant aux différents ayants droit sur le trésor ont eu lieu à partir du 20 et 21 mars 1952 à l'hôtel des ventes de la rue Drouot, étude de maître Maurice Rheims. À cause du très grand nombre de monnaies, de nombreuses autres ventes s'échelonneront jusqu'en 1960. Une première vente hors partage avait eu lieu en 1939,

## La personnalité étrange du thésauriseur
Louis de Nivelle, membre d'une famille influente de l'époque, mène, dans ses dernières années, une double vie. Après son mariage en 1728 avec Marie de la Hogue, il réside dans un hôtel particulier rue de la Coutellerie. Louis de Nivelle fréquente alors les milieux jansénistes avec son demi-frère Gabriel Nicolas Nivelle et le diacre François de Pâris de la paroisse Saint-Médard. Le diacre meurt en 1727 et est enterré au cimetière Saint-Médard. Rapidement un culte populaire lui est rendu, des miracles se produiraient sur sa tombe ce qui donne lieu à l'affaire des convulsionnaires de Saint-Médard. Mais ces débordements, exploités par les jansénistes, inquiètent le pouvoir royal. Les convulsionnaires doivent se cacher et leurs activités devenues secrètes dérivent vers la formation de sectes où se mêlent mysticisme et érotisme. C'est sans doute pour leur offrir un refuge que Louis Nivelle loue secrètement la maison de la rue Mouffetard, proche du cimetière Saint-Médard. Il se sent menacé, la teneur de son testament suggère une peur qui le tient. Il décède dans des circonstances obscures en 1757, son corps ne sera jamais retrouvé et sa fille ne pourra accéder au trésor.

## Composition du trésor
Les monnaies sont toutes en or, du règne de Louis XV et de deux émissions différents : le type aux lunettes et le type au bandeau. On trouve en majorité des Louis et en moins grand nombre des doubles-Louis et des demi-Louis. Beaucoup de monnaies sont dans un très bel état de conservation et n'ont presque pas circulé. Les ateliers de frappe sont variés et les années entre 1726 et 1746. Le nombre des pièces est situé entre 3210 et 3998 et représente un poids total d'environ 30 kilos d'or.

## Exposition
Une présentation évoque le trésor dans une salle du musée de la Monnaie de Paris,. Seules 7 monnaies provenant du trésor entrent dans les collections du musée.